# Erna Furman
Erna Furman (* 14. Juni 1926 in Wien; † 9. August 2002 in Cleveland, Ohio), geborene Erna Mary Popper, war eine in Österreich geborene US-amerikanische Kinderpsychoanalytikerin und -psychologin.

## Leben
In Wien, wo Erna Furman in einer wohlhabenden jüdischen Familie geboren wurde, besuchte sie einen Montessori-Kindergarten. Nach dem „Anschluss Österreichs“ im März 1938 floh die Familie nach Prag, wo sie Immobilien besaß, außerdem hatte die Familie die tschechoslowakische Staatsbürgerschaft. Sie planten nach England zu emigrieren, doch das gelang nur dem Vater von Erna Furman, Karl Popper; die Mutter, Margarete Popper, wie die Tochter konnten infolge der deutschen Besetzung des Landes nicht mehr ausreisen. 1942 wurde Erna Furman zusammen mit ihrer Mutter ins Ghetto Theresienstadt deportiert, später wurden ihre Großmutter sowie ihre drei Tanten in das Lager gebracht. Sie kam frei im Mai 1945, nachdem Theresienstadt durch die Rote Armee befreit worden war, und war die Einzige aus der Familie, die überlebte.
Erna Furman lernte in Theresienstadt die Malerin, Kunsthandwerkerin und Innenarchitektin Friedl Dicker-Brandeis kennen, bei der sie einen intensiven Unterricht nahm. Ihre Zeichnungen aus Theresienstadt wurden ab dem 18. April 2002 begleitend in der Ausstellung "Friedl and the Children of Terezin: An Exhibition of Art and Hope" gezeigt, die von Simon Wiesenthal im Tokyoer Fuji Art Museum im Andenken an Friedl Dicker-Brandeis initiiert wurde. Elena Makarova initiierte eine weitere Ausstellung mit Zeichnungen von Erna Furman in Los Angeles.
Nach Mai 1945 blieb sie noch einige Monate in der Tschechoslowakei und lebte in Olešovice, wo sie im Rehabilitationszentrum des tschechischen Pädagogen Přemysl Pitter arbeitete, das für jüdische (und später deutsche), durch den Krieg betroffene Kinder und insbesondere Waisenkinder errichtet wurde. Sie machte auch eine Lehrerinnenausbildung.
Nachdem sie diese beendet hatte, zog Furman 1946 nach London zu ihrem Vater. Sie absolvierte in der Hampstead Child-Therapy Clinic in Hampstead bei Anna Freud eine Ausbildung zur Kinderanalytikerin und besuchte Kurse an der Universität London (Abschluss 1950 mit B.A.). 1952 emigrierte sie in die USA, wo sie sich in Cleveland niederließ und Robert A. Furman heiratete, der ebenfalls ein Kinderpsychiater war, mit dem sie zwei Töchter hatte.
Erna Furman, die stark von Anna Freud beeinflusst wurde und in deren Tradition stand, hat sich nach 1952 fünfzig Jahre lang immer der Problematik Elternverlust in der Kindheit, frühe Persönlichkeitsentwicklung sowie Elternschaft gewidmet, worin sie als eine Expertin galt. Sie praktizierte in verschiedenen wissenschaftlichen und ähnlichen Einrichtungen wie Hanna Perkins Center for Child Development (gegründet von Anny Angel-Katan), dessen Direktor 1958 ihr Mann Robert A. Furman wurde, ferner im Universitätskrankenhaus Cleveland, Case West Reserve School of Medicine (Assistant Professor für Psychiatrie, ab 1960), Cleveland Psychoanalytic Society, Cleveland Psychoanalytic Institute (im Lehrkörper, 1961 bis 2002), Cleveland Center for Research in Child Development, außerdem war sie 1998 bis 2000 Präsidentin der International Association of Child Psychoanalysis.

## Schriften
- A Child's Parent Dies. Studies in Childhood Bereavement. Yale University Press, New Haven CT u. a. 1974, ISBN 0-300-01719-7 (Deutsch: Ein Kind verwaist. Untersuchungen über Elternverlust in der Kindheit. Klett-Cotta, Stuttgart 1977, ISBN 3-12-902680-0).
- What Nursery School Teachers ask us about. Psychoanalytic Consultations in Preschools (= Emotions and Behavior Monographs. 5). International Universities Press, Madison CT 1986, ISBN 0-8236-6890-4.
- Helping Young Children grow. „I never knew Parents did so much“. International Universities Press, Madison CT 1987, ISBN 0-8236-2322-X.
- The Teacher's Guide to Helping young Children grow. The Teacher's Manual. International Universities Press, Madison CT 1987, ISBN 0-8236-2275-4.
- Toddlers and their Mothers. A Study in early Personality Development. International Universities Press, Madison CT 1992, ISBN 0-8236-6555-0.
- Toddlers and Their Mothers. Abridged Version for Parents and Educators. International Universities Press, Madison CT 1993, ISBN 0-8236-8318-4.
- als Herausgeberin: Preschoolers. Questions and Answers. Psychoanalytic Consultations with Parents, Teachers, and Caregivers. International Universities Press, Madison CT 1995, ISBN 0-8236-4255-0.
- Needs, Urges and Feelings in early Childhood. Helping Young Children grow. International Universities Press, Madison CT 1998, ISBN 0-8236-8160-2.
- Relationships in Early Childhood. Helping Young Children grow. International Universities Press, Madison CT 1998, ISBN 0-8236-8272-2.
- Self-Control and Mastery in Early Childhood. Helping Young Children Grow. International Universities Press, Madison CT 1998, ISBN 0-8236-6555-0.
- On Being and Having a Mother. International Universities Press, Madison CT 2001, ISBN 0-8236-3732-8 (Sammlung wissenschaftlicher Arbeiten von Erna Furman zu Erziehung).

Die meisten Bücher schrieb Furman im Hanna Perkins Center for Child Development, wo sie fast 50 Jahre lang intensiv arbeitete. Erna Furman veröffentlichte außerdem über 200 Beiträge in zahlreichen Fachzeitschriften. Die Monografie A Child's Parent Dies wurde 1975 von der Amerikanischen Gesellschaft für medizinische Veröffentlichungen ausgezeichnet.